# 1177

## Догађаји
- Ејстајн Мејла, вођа Биркебајнера у Норвешкој, је убијен. Свере Сигурдсон (касније, краљ Свере I, Норвешке) постаје нови вођа.
- 13. јануар – Леополд V постаје војвода од Аустрије.
- Март – Млетачки споразум: Фридрих I Барбароса признаје Александра III за папу, након дипломатског посредовања млетачког дужда Себастијана Зијанија.
- 16. март – Шпанска награда је потписана и сведоче јој, између осталих, Роберт III де Стјутвил и Јован од Гринфорда.
- 1. август – Свето римско царство се одриче било каквих претензија на територију Рима.
- 27. септембар – Папа Александар III шаље писмо презиру Јовану, верујући да је он прави.
- Током треће године Ангенске ере у Јапану, пожар је уништио Кјото.
- Током зиме, Естонци су напали Псков.
- Казимир II је свргнуо свог брата Мјешка III Старог и постао високи војвода Пољске.
- Чами су пљачкали кмерску престоницу Ангкор. Датум је споран.
- Глеб I, кнез Рјазања, спалио је Москву, а њени становници су убијени.
- У Фирентској републици избио је грађански рат између породице Уберти и њиховог конзуларног противника.
- Цистерцити су основали опатију Бајланд на њеном последњем месту у Јоркширу, у Енглеској.
- Унија Египта и Сирије под султаном Саладином Јусуфом ибн Ајубом, основа Ајубидског султаната.

### Новембар
- 25. новембар — Битка код Монт Жисара: Балдуин IV од Јерусалима и Рејналд од Шатијона побеђују Саладина.

## Рођења
- Википедија:Непознат датум — Филип Швапски, краљ Немачке.

## Смрти
- Вилијам од Монферата, гроф Јафе и Аскалона

- Хајнрих II, војвода Аустрије